# Heinrich Müller (Maler, 1778)

Chorfenster 3 der Friedrichswerderschen Kirche Berlin von Heinrich Müller nach Schinkels Entwurf, Foto 2013 Gottfried Grafe

Karl Heinrich Müller (* 14. Juni 1778 in Berlin; † 26. Oktober 1851 ebenda) war ein preußischer Glasmaler.
Heinrich Müller schuf erste größere Glasmalereien in den Jahren 1824 bis 1827. Für die Marienburg fertigte er zehn große Fenster mit der Geschichte des Deutschen Ordens nach Kartons von Wilhelm Kolbe. Häufig arbeitete er als Glasmaler nach Entwürfen von Karl Friedrich Schinkel. So lag in den Jahren 1829 bis 1830 auch die Ausführung der Chorfenster der Friedrichswerderschen Kirche in seinen Händen. Zusammen mit Thomas Guggenberger schuf er die Entwürfe für die Kapellenfenster für Schloss Kamenz in Schlesien. Auch Wappenscheiben für Schloss Erdmannsdorf in Schlesien gehörten zu seinen Werken. Von 1826 bis 1850 hatte er regelmäßig die Ausstellungen der Akademie der Künste in Berlin beschickt.